# 박승일 (농구인)
박승일(朴勝一, 1971년 5월 30일~2024년 9월 25일)은 대한민국의 농구 선수 겸 코치였다. 1994년 기아자동차 농구단(現 울산 현대모비스 피버스)에 입단하여 데뷔하였다. 모비스의 코치로 있던 중 근위축성 측삭경화증 진단을 받았으며, 오랜 투병 끝에 향년 53세의 나이로 사망하였다.

## 학력
- 대전고등학교 졸업
- 연세대학교 체육교육학과 학사

## 경력
- 1994년 기아자동차 농구단 입단
- 1996년 ~ 1997년 한국사회체육센타 농구코치
- 2001년 ~ 2002년 유타주 프로보고등학교 농구코치
- 2002년 모비스 오토몬스 농구코치
- 2003년 한국루게릭협회 루게릭 홍보대사
- 2011년 7월 19일 비영리재단법인 승일희망재단 공동대표

## 저서
- 희망을 전하는 거인 (2003년)
- 눈으로 희망을 쓰다 (2006년)  - 이규연 공동 집필

## 같이 보기
- 근위축성 측삭경화증